# Macaria fusca
Macaria fusca es una polilla perteneciente a la familia Geometridae, descrita por primera vez por el naturalista sueco Carl Peter Thunberg en 1792 con distribución en Europa. Específicamente se encuentra en los Alpes, Fenoscandia, los Urales, el norte de Sajá y la península de Kamchatka, principalmente a altitudes de hasta 3400 metros. La especie está incluida en la Lista Roja de Especies Amenazadas como una especie geográficamente restringida.

## Descripción

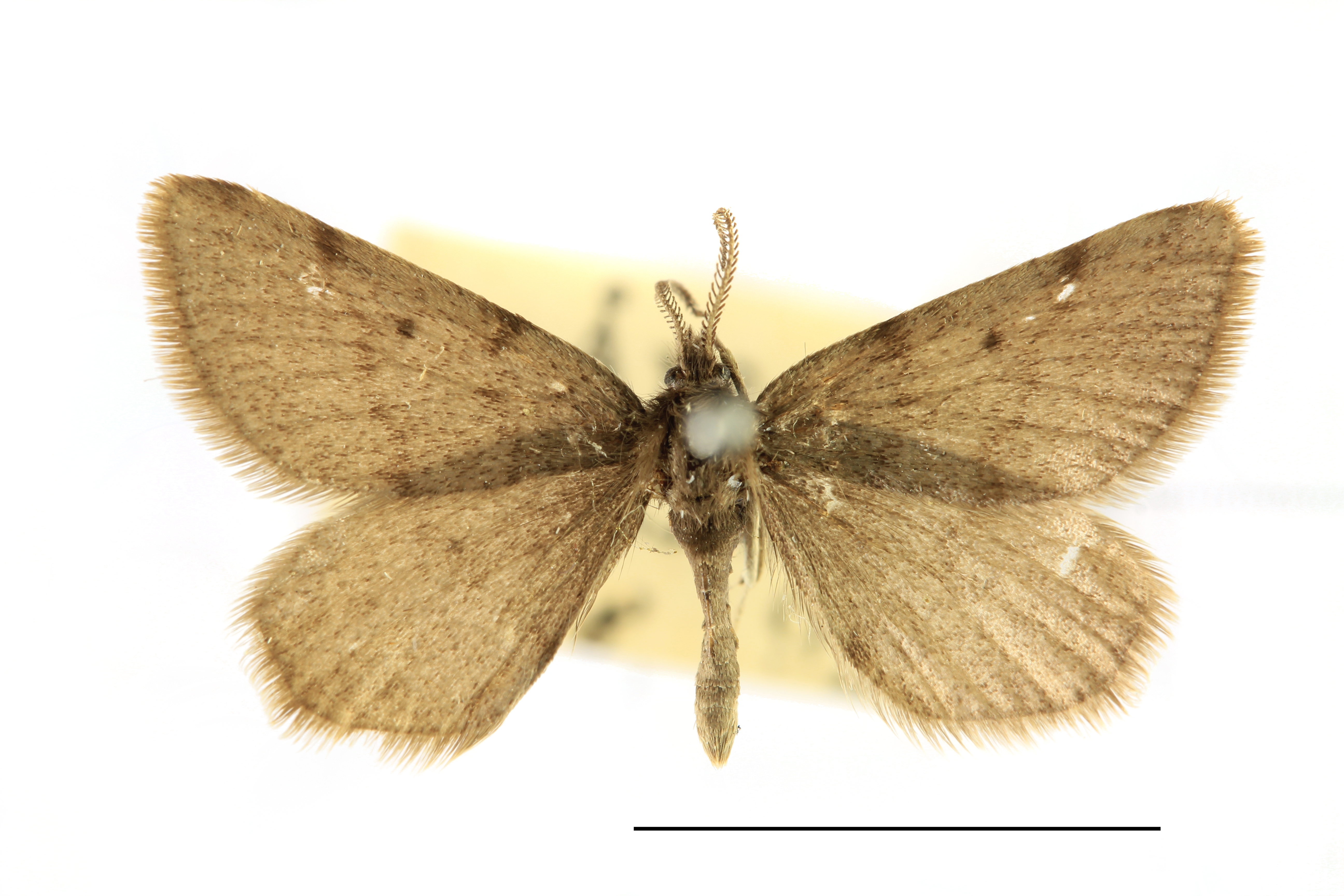
Polilla adulta, color parduzco.

Es una polilla pequeña, con una envergadura de 14 a 18 milímetros (0,6 a 0,7 plg) para los machos. En los machos, las antenas son cortas y ciliadas.

### Alas
Las alas anteriores y posteriores son de color gris parduzco a gris negruzco, bordeadas por líneas transversales indistintas y presentan una mancha discal negra. Las mariposas hembras tienen alas aproximadamente la mitad de estrechas y aproximadamente un cuarto más cortas que los machos en un dimorfismo sexual en la especie, y que limita considerablemente la capacidad de vuelo de las hembras. Este patrón permite que la polilla este más adaptada y simplificada para la vida en un hábitat boreal severo, incluyendo ojos reducidos y cuerpo velludo. Las alas posteriores presentan un patrón descolorido o apenas perceptible.

### Oruga
Las orugas son cortas, gruesas, con pliegues transversales y un color base marrón rojizo oscuro. Cuentan con una línea dorsal negra, parcialmente bordeada de amarillo, que recorre el dorso. También presentan rayas laterales amarillas.

## Distribución y hábitat
La especie se encuentra en las zonas montañosas de gran altitud, principalmente en los países alpinos, pero también en Fenoscandia, los Urales, Yakutia y la península de Kamchatka. En Alemania, Macaria fusca solo se encuentra en los Alpes bávaros, aunque es numerosa en algunas zonas. En Noruega es frecuente en las zonas montañosas del país, en Suecia y Finlandia en todo el país. Ha sido descrita también en Bulgaria y la península balcánica. Macaria fusca alcanza altitudes de hasta 3400 metros. Su hábitat principal son las praderas alpinas áridas y los paisajes kársticos rocosos. Es una de las especies alpinas y de tundra alpina que prefieren las laderas cubiertas de bloques erráticos o grava con una aparente petrofilia que se correlaciona con su refugio y comportamiento en condiciones climáticas desfavorables.Habita brezales de montaña justo por encima del límite arbóreo y, ocasionalmente, en los claros cálidos de las montañas. Suele estar en vuelo junto a otras polillas de la región, Glacies coracina y Elophos vittaria.

## Ciclo de vida
Las larvas viven en varias plantas de crecimiento bajo, en el arándano europeo, el grosellero negro y otros arbustos. La larva de M. fusca también se encuentra en plantas herbáceas incluyendo la Draba, la violeta de montaña, Erophila verna, Betula nana y Vaccinium myrtillus. Es una de las pocas especies con cercana relación a hábitat abundantes del sauce enano.
Se ha descrito que la especie hiberna como una larva a medio desarrollar. Sin embargo, se ha demostrado una estrategia alternativa de hibernación de M. fusca: en forma de un huevo a medio desarrollar.
Los machos son diurnos y vuelan bajo el sol en busca de hembras. Estas suelen posarse tranquilamente en la vegetación y solo ocasionalmente recorren distancias y distancias muy cortas. El principal período de vuelo son los meses de julio y agosto.